# Ruisseau de Lézert (affluent du Dadou)
Pour les articles homonymes, voir Lézert.
Le ruisseau de Lézert est une rivière du sud de la France sous-affluent du Tarn et de la Garonne.

## Géographie
De 10,7 km de longueur, il prend sa source sur la commune de Vénès dans le Tarn et se jette dans le Dadou en rive gauche entre les communes de Montdragon et Saint-Genest-de-Contest.

### Communes et cantons traversés
- Tarn : Laboutarie, Montdragon, Lautrec, Saint-Genest-de-Contest, Vénès.

## Principaux affluents
Ruisseau de Font Bouissoune, 3,1 km